# Висунская республика

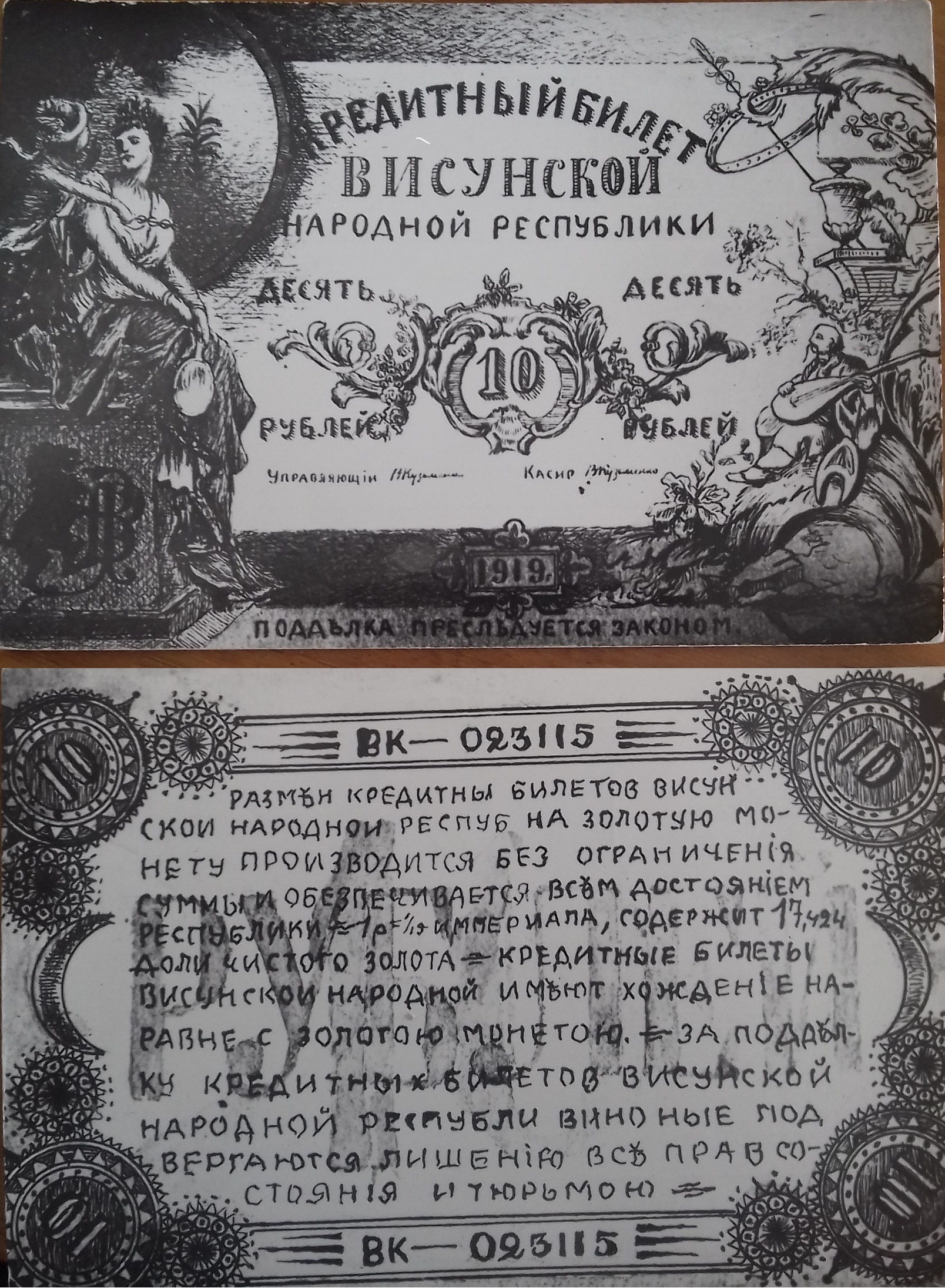
Нереализованный проект денег Висунской республики

Висунская (народная, партизанская) республика (укр. Висунська республіка) — крестьянское территориальное образование с центром в посаде Висунск Херсонской губернии (сейчас село Березнеговатского района Николаевской области Украины), существовавшее с октября по ноябрь 1919 года. Включала в себя более 15 населенных пунктов и занимала территорию до 1750 км². 

## История
В середине сентября 1919 года здесь началось восстание против деникинского режима. Около 500 партизан вели успешные бои с белогвардейцами , а в конце сентября даже подошли к Херсону и обстреляли город из пушек.
7 октября 1919 года на сельском сходе было провозглашено создание временной Висунской народной республики, после чего был сформирован её управленческий аппарат — правительство, которое возглавил представитель Украинской партии социалистов-революционеров (боротьбистов) Фёдор Юхименко; заместителями стали боротьбист П. Тишевский и большевик М. Луняка. Для контроля правительства был сформирован совет обороны под руководством большевика М. Шевченко, народным комиссаром по военным делам стал В. Яриловец; по вопросам мобилизации — Е. Ярошенко; юстиции — Я. Кужельный; финансов — М. Иванец; продовольствия — П. Тарасов; командиром конницы был назначен Захар Мурлян:107. Начальник штаба — Дмитрий Загородний, боевые группы возглавлял Андрей Переяслов, военный комендант — Иван Лозовский.
Силы республики насчитывали более 3,5 тысяч бойцов, из которых тысяча — конница. Среди военных побед были захваты железнодорожной станции Явкино, хутора Кобзаря, села Снигирёвки и Чернобаевских хуторов, а также разгром интендантской команды белогвардейцев.
Представители республики поддерживали связи с провозглашённой неподалёку Баштанской республикой.
После долгих боев деникинцам пришлось перебросить с фронта несколько полков против Висунской республики. 21 ноября 1919 года войска Вооружённых сил Юга России под командованием генерала Николая Склярова заняли Висунск. Отряды Висунской народной республики накануне вступления белых войск покинули село и отступили в сторону Кривого Рога:108.
Утром 17 декабря 1919 года кавалерией генерала Слащёва отряд был разбит, в плен захвачено 97 бойцов. 20 декабря 1919 года деникинскими войсками на станции Долгинцево возле пакгаузов локомотивного депо группами по 9 человек было расстреляно 95 батуринцев. Погибшие были похоронены в братской могиле в Кривом Роге.